# Rally Cataluña de 1994
El Rally Cataluña de 1994, oficialmente 30.º Rally Catalunya - Costa Brava (Rallye de España), fue la edición 30.ª, la séptima ronda de la Copa del Mundo de Rally de 2 Litros y la undécima de la temporada 1994 del Campeonato de España de Rally. Se celebró del 2 al 4 de noviembre y contó con un itinerario de veintidós tramos de asfalto que sumaban un total de 422 km cronometrados. Debido a las rotaciones impuestas por la FIA ese año el rally se salió del calendario mundialista y solo fue puntuable para la Copa del Mundo de Rally de 2 Litros.

## Clasificación final
| Pos.                 | Piloto          | Copiloto             | Automóvil                | Tiempo  | Diferencia |
| General              | General         | General              | General                  | General | General    |
| -------------------- | --------------- | -------------------- | ------------------------ | ------- | ---------- |
| 1.                   | Enrico Bertone  | Max Chiapponi        | Toyota Celica Turbo 4WD  | 04:43.5 | -          |
| 2.                   | Oriol Gómez     | Marc Martí           | Renault Clio Williams    | 04:47.5 | +3.54      |
| 3.                   | Salvador Servià | Xavi Lorza           | Nissan Sunny GTI         | 05:01.4 | +17.52     |
| 4.                   | Jordi Ventura   | Joan Sureda          | Seat Ibiza GTI 16V       | 05:06.1 | +22.14     |
| 5.                   | Rui Madeira     | Nuno da Silva        | Mitsubishi Lancer Evo II | 05:07.5 | +22.59     |
| 6.                   | Jaime Azcona    | Julius Billmaier     | Peugeot 106 Rallye       | 05:09.2 | +25.24     |
| 7.                   | Javier Azcona   | Inma Vittorini       | Renault Clio Williams    | 05:12.1 | +28.21     |
| 8.                   | Emil Triner     | Jiří Klíma           | Škoda Favorit 136L       | 05:14.0 | +30.10     |
| 9.                   | Jindřich Štolfa | Miroslav Fanta       | Škoda Favorit 136L       | 05:14.5 | +31.01     |
| 10.                  | Sergio Pérez    | Juan Manuel Martínez | Peugeot 106 Rallye       | 05:21.1 | +37.18     |
| Campeonato de España |                 |                      |                          |         |            |
| 1. (2.)              | Oriol Gómez     | Marc Martí           | Renault Clio Williams    | 04:47.5 | 0.0        |
| 2. (3.)              | Salvador Servià | Xavi Lorza           | Nissan Sunny GTI         | 05:01.4 | +13:58     |
| 3. (4.)              | Jordi Ventura   | Joan Sureda          | Seat Ibiza GTI 16V       | 05:06.1 | +18:20     |
| 4. (6.)              | Jaime Azcona    | Julius Billmaier     | Peugeot 106 Rallye       | 05:09.2 | +21:30     |
| 5. (7.)              | Javier Azcona   | Inma Vittorini       | Renault Clio Williams    | 05:12.1 | +24:27     |
| 6. (10.)             | Sergio Pérez    | Juan Manuel Martínez | Peugeot 106 Rallye       | 05:21.1 | +33:24     |